# Marie Antoinette (1922)
Marie Antoinette, gelegentlich auch mit dem Untertitel als Marie Antoinette, das Leben einer Königin geführt, ist ein deutscher Historien-Stummfilm aus dem Jahr 1922 von Rudolf Meinert mit Diana Karenne in der Titelrolle.

## Handlung
Der Zeitraum der Handlung umfasst die Jahre 1770 bis 1793, die Spielorte sind Wien, Paris, Versailles und Varennes.
Prinzessin Marie-Antoinette soll nach dem Willen ihrer Mutter, der österreichischen Kaiserin Maria Theresia, an den französischen Königshof verheiratet werden. Der Dauphin wirbt um ihre Gunst, und bald findet sich das scheue Mädchen in Versailles ein. Doch der Königshof erweist sich rasch als moralisch verkommen und besitzt für die Sorgen des einfachen Volkes kein offenes Ohr. In der anfänglich freudlosen Ehe wird schließlich ein königlicher Sohn gezeugt. Das Königspaar zeigt sich (in diesem Film) als gute Eltern, jedoch als schwache Herrscher. Schließlich beginnt das gemeine Volk aufzubegehren, da der Hunger und die fortwährenden Ungerechtigkeiten breite Massen auf die Barrikaden treibt.
Das Königspaar wird von revolutionären Garden gefangen genommen, festgesetzt und mit zahlreichen Demütigungen und Misshandlungen gequält. Es kommt zu Plünderungen und Gewaltexzessen, dem Königssohn wird von einem betrunkenen Schuster mit Gewalt Schnaps eingeflößt. Die Revolutionäre verlieren jedes Maß, Marie-Antoinettes Mann, König Ludwig XVI., wird ohne einen Beweis seiner Schuld aufs Schafott geführt und geköpft. Marie-Antoinette, die zuletzt sehr fromm geworden ist, gibt sich den Gebeten hin und vergibt im Vorfeld ihren zu Mördern werdenden Henkern. Dann stirbt auch sie durch das Fallbeil.

## Produktionsnotizen
Marie Antoinette wurde als erster Film in dem soeben neu eröffneten Ifa-Atelier gedreht. Er besaß sieben Akte auf 3129 Meter, passierte am 21. Oktober 1922 die Filmzensur, erhielt Jugendverbot und wurde am 27. Oktober 1922 im Berliner Alhambra am Kurfürstendamm uraufgeführt.
Die Bauten entwarf Heinrich C. Richter, die Kostüme schufen Else Oppler-Legband und Hermann Ebert.

## Kritik
Paimann’s Filmlisten resümierte: „Eine Fassung der historischen Vorgänge, welche Marie Antoinettes und ihres Gatten Schuld an den politischen Wirren mit den Hemmnissen, die ihnen aus dem Familienleben erwachsen, entschuldet, sie mehr oder weniger als Opfer der unglücklichen Verhältnisse charakterisierend. Soweit das sehr spannend und unter Ausnützung aller dramatischen Möglichkeiten aufgebaute Sujet. Die Darstellung ist in allen Rollen vorzüglich, Diana Karenne an der Spitze. Die Aufmachung verdient uneingeschränktes Lob, die Photographie ist gut. Ein in jeder Hinsicht erstklassiges Bild.“